# Вулиця Університетська (Херсон)
Вулиця Університетська — вулиця в Центральному районі міста Херсон.
Має назву від Херсонського державного університету, що розміщений на цій вулиці.

## Розташування
Починається від «кільця», утвореного спільно з вулицями Небесної Сотні та Кременчуцькою, прямує на північний схід, до вулиці Генерала Григоренка.
Перетинається з проспектом Текстильників, вулицями Медовою, Ладичука, Суботи, Старомлинною, Сиваською, Широкою, Миколи Садовського, Матроською, 2-ю Матроською, Богдана Хмельницького, Оксани Петрусенко, Січових Стрільців, Чорноморською, Миру, Валентини Крицак, Залаегерсег, Поповича, провулками Ковальським, Новим, Міліцейським, Стрілецьким, Донським, Авіаційним, Інженера Корсакова.
Довжина вулиці — 3 500 метрів.

## Історія
Магістраль почала формуватися в другій половині XIX століття, отримавши назву Бериславська, так як в кінці її починалася дорога до місто Берислав. Згодом вулиця мала назви Ворошилова (до 1957 року), 40-річчя Жовтня (до 2016 року).
Відповідно до розпорядження Херсонського міського голови, від 19 лютого 2016 року частина вулиці 40-річчя Жовтня отримала нову назву — вулиця Університетська.

## Установи
- Херсонський обласний театр ляльок — буд. № 8;
- Херсонський державний університет — буд. № 27;
- Херсонська міська друкарня — буд. № 31;
- Відділення № 11 «Нової пошти» — буд. № 110;
- Відділення «Ощадбанку» — буд. № 122;
- Головне управління держгеокадастру в Херсонській області — буд. № 136 А;
- Центр освіти молоді та дорослих — буд. № 145 А.